# سوسن أغبر

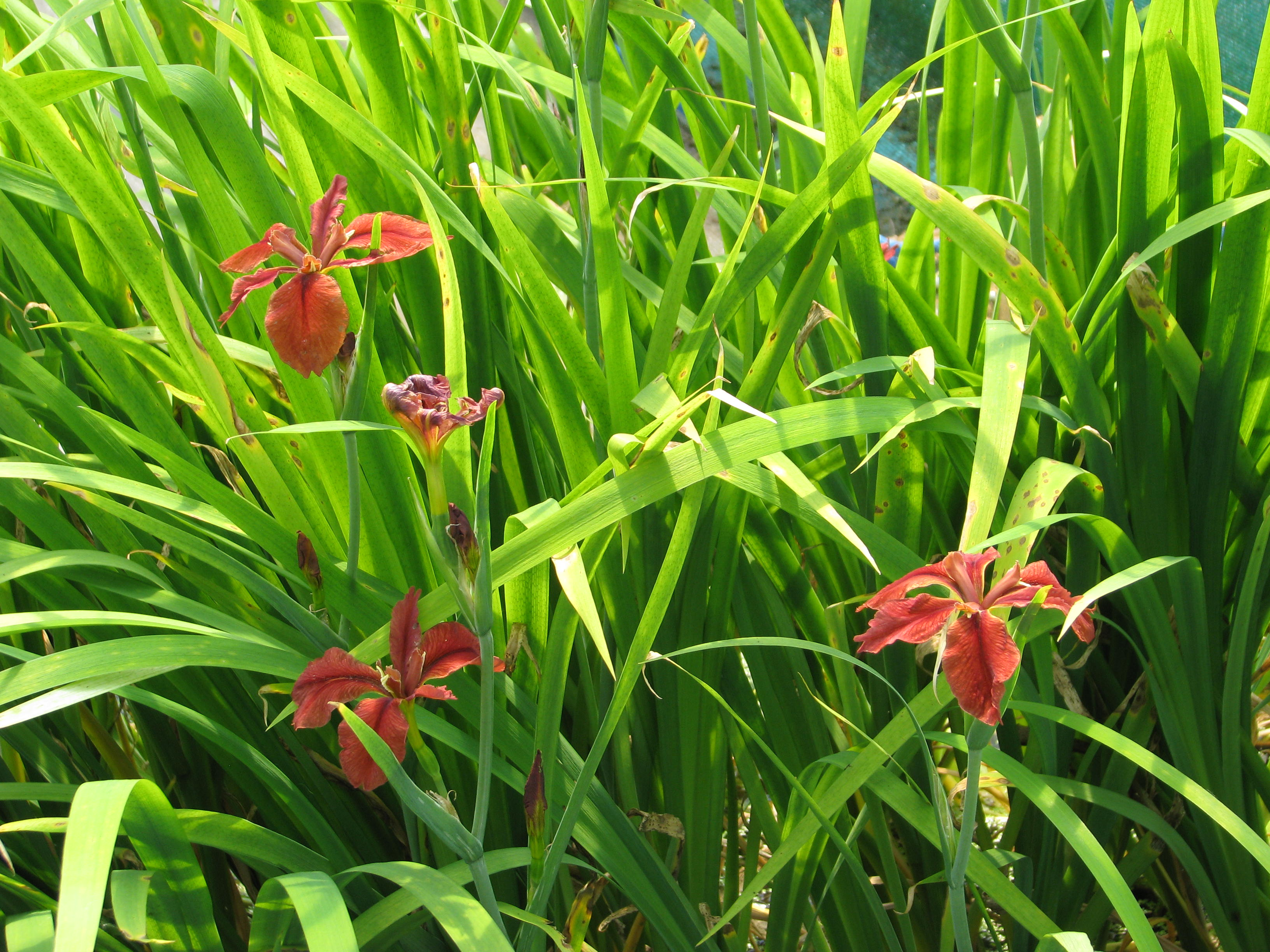

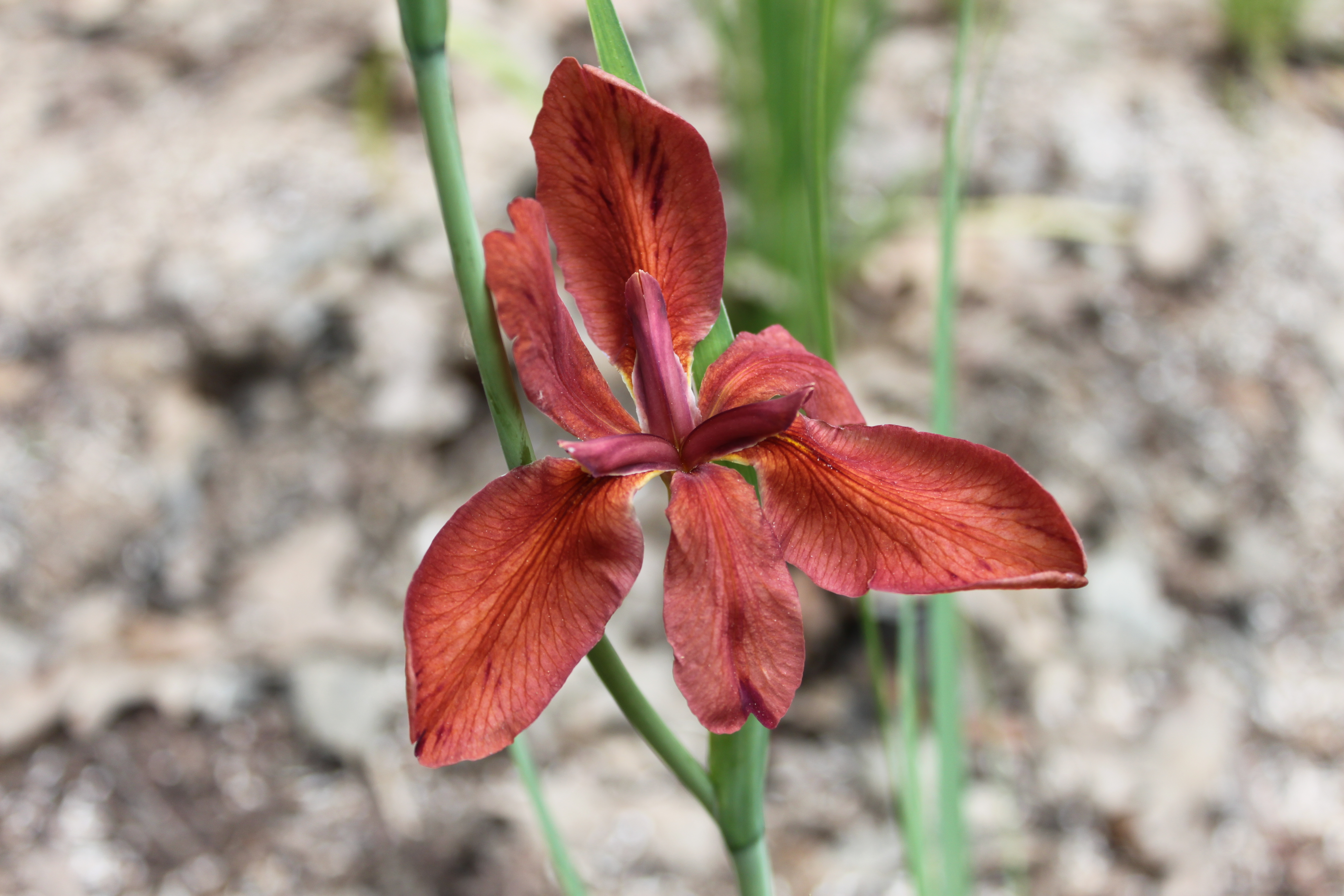

سوسن أغبر هو نوع من جنس سوسن. إنه جذمور معمر مستوطن في جنوب ووسط الولايات المتحدة. لها أزهار حمراء نحاسية إلى حمراء عميقة وأوراق خضراء زاهية.